# アイスランド中央高地

アイスランドの高地域

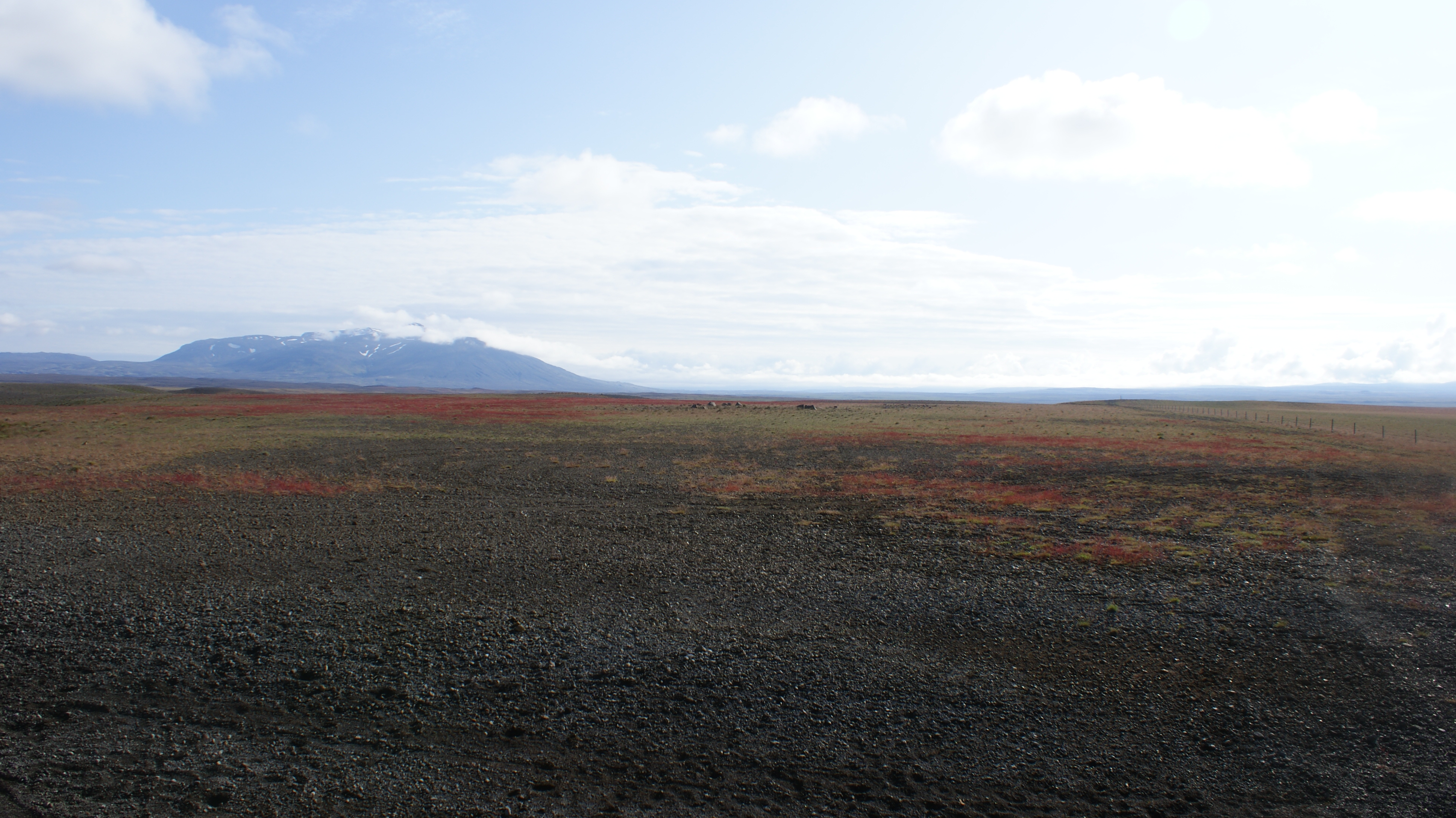
砂漠は中央高地の大部分を占めている。その中をキョルル (Kjölur) 道が走っている。

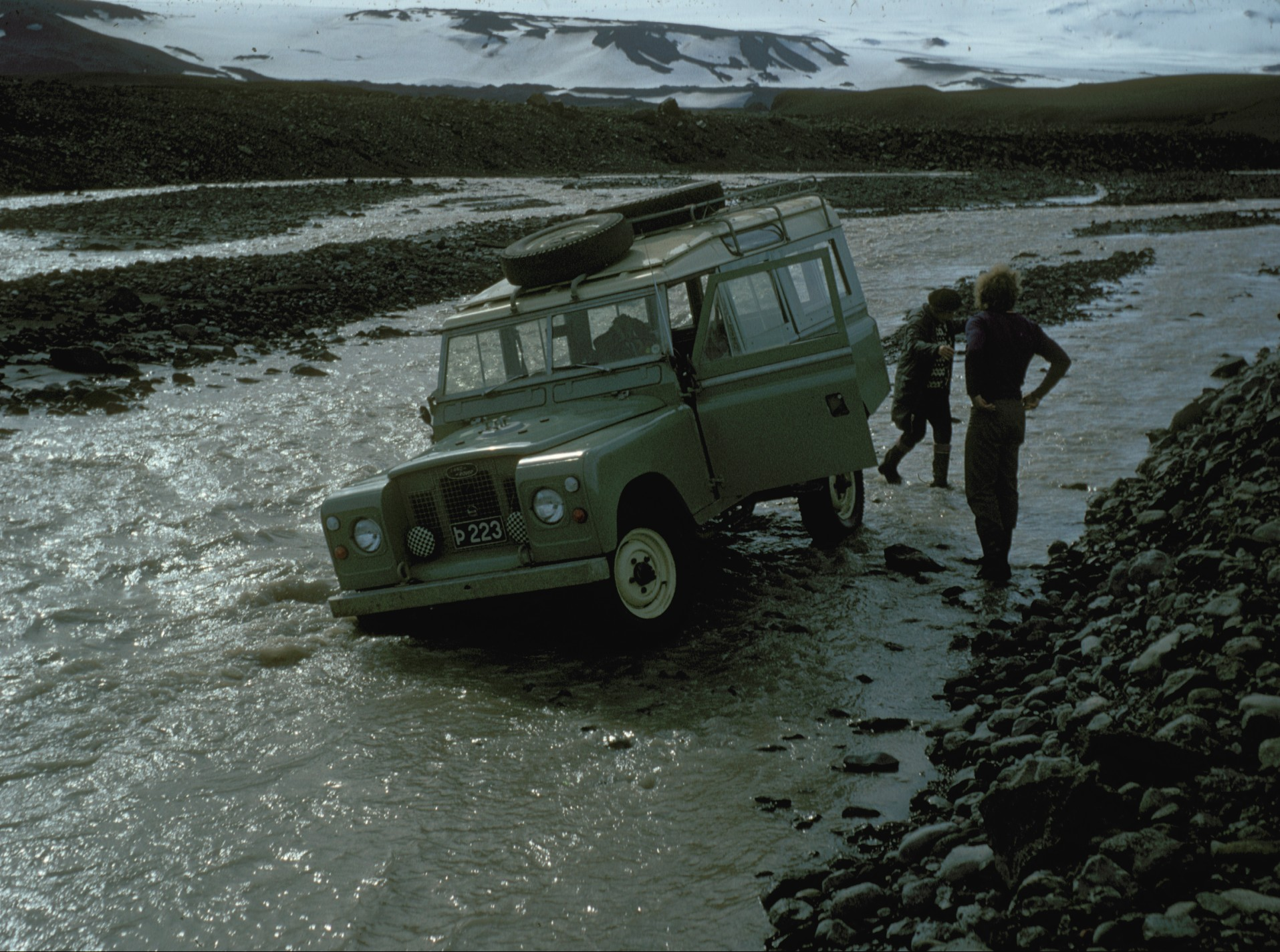
高地の川の中で立ち往生してしまったランドローバー・ディフェンダー。

アイスランド中央高地（アイスランドちゅうおうこうち、アイスランド語: Miðhálendið, 内陸高地、内陸ハイランドなどとも）とは、アイスランド内陸部の大部分を占める、標高約 400-500 m 以上の地域のことである。
中央高地のほとんどは居住に適さない地域である。なぜならば、雨や雪として降ってきた水が、植物が生育のために利用できないほど速く、地下に染み込んでしまうからである。その結果、大部分は灰色や黒色、茶色の、土や溶岩、火山灰で覆われた砂漠のような様相となっている。少ないながらもオアシスのような場所は存在しているが、それらは川の近くにしか見受けられない。一例として、アスキャ火山 (Askja) の近くにあるヘルズブレイザルリンディル (Herðubreiðarlindir) が挙げられる。
アイスランド人は、高地を次のように分類している。
- ハゥルス (Háls) - 谷に挟まれて畝のように盛り上がった幅広の山を指す。例えばボルガルネースの北、ラゥンガヴァトン (Langavatn) 湖の近くにあるそれである。
- ヘイジ (Heiði) - 台地などの実際に高くなっている場所を指す。例えばスプレィンギサンドゥル (Sprengisandur) 道と並行して走っているそれらである。中央高地以外の地域であれば、ヘトリスヘイジなどが挙げられる。

ヴァトナ氷河やラゥング氷河、ホーフス氷河といった、アイスランドに数多くある氷河の多くは、アイスランド中央高地の一部でもある。植生は氷河川の岸辺にのみ見られる。そのため氷河洪水を受ける危険性もある。
中央高地では、アイスランドの火山活動で最も興味深い部分のいくつかが見られる。例えばランドマンナロイガル (Landmannalaugar) や、アスキャ火山およびヘルズブレイズ (Herðubreið) 周辺の地域である。
中央高地はアイスランドにおける夏（6月から8月）の間にのみ通行することが出来る。それ以外の時期は、中央高地を通る道路は閉鎖されている。中央高地を通るもっともよく知られている道が、カルディダールル (Kaldidalur) 谷とキョルル (Kjölur)、それにスプレィンギサンドゥル (Sprengisandur) 道である。中央高地を通る道の多くは、途中で渡河を行う必要があるため、四輪駆動車を必要とする。しかし、キョルルを通るルートを選べば、普通のセダンでも簡単に通過することができる。そのため、このルートは比較的人気の高い道の一つとなっている。植生を保護するため、雪のない時期に、車が普段通っている道以外の場所を通行することは禁止されている。